# Investigation Discovery
Investigation Discovery (o Investigación Discovery, abreviado como ID) es un canal de televisión por suscripción, operado por Warner Bros. Discovery El canal ofrece programación con respecto a investigaciones criminales, principalmente las investigaciones de homicidios y otros documentales relacionados con delitos.

## Historia
El canal se empezó a emitir en 1996 como una empresa conjunta con CBS (antes de unirse con Viacom) y Discovery Communications, en la cual cada empresa era propietaria de la mitad. El canal en ese entonces era llamado "CBS Eye On People" y transmitía programas relacionados con los seres humanos de la CBS News. Después de dos años, la CBS vendió sus acciones a Discovery Communications, en la cual la cambió a "Discovery People". Durante ese tiempo, Discovery había comenzado a implantar su paquete de canales digitales temáticos (Discovery Home & Leisure, Military Channel, Discovery Science y Discovery Kids fueron los otros). Discovery People fue renombrado un año después a "Discovery Civilization".
En 2002, el New York Times Television y Discovery Communications anunciaron un conjunto para operar el canal. Más tarde ese mismo año, el canal fue renombrado a "Discovery Times Channel".
El 25 de marzo de 2003, el canal fue renombrado como Discovery Times, enfocándose más en la cultura de los Estados Unidos, así como otra programación miscelánea. Los ejecutivos describieron el nombre anterior como "un poco fuera de lugar".
En abril de 2006, el New York Times vendió su participación en el Discovery Times al Discovery Communications terminando su consorcio en el canal.
El 27 de enero de 2008 el canal Discovery Times fue renombrado a Investigation Discovery Channel.
Además del canal de televisión, se creó un sitio web llamado Investigation Discovery. Entre los contribuyentes de dicho sitio web se encuentran los escritores de temas policiales David Lohr, Corey Mitchell, y Gary C. King.
Investigation Discovery fue lanzado en Latinoamérica el 9 de julio de 2012 reemplazando a Liv bajo el nombre de Investigation Discovery e Investigação Discovery en Brasil.
En 2016, debido a un resurgimiento de la popularidad dentro del género del crimen real, ID fue la segunda red de cable mejor calificada entre mujeres de 25 a 54 años.
En 2018, ID fue la sexta red de cable básica mejor calificada en audiencia de día completo
El 12 de abril de 2020, Investigation Discovery presentó un nuevo logotipo, con un mayor enfoque en el acrónimo "ID" para que sea más adecuado para el uso multiplataforma.
En marzo de 2022, el canal cesó sus transmisiones en Rusia debido a un conflicto bélico contra Ucrania.

## Logotipos

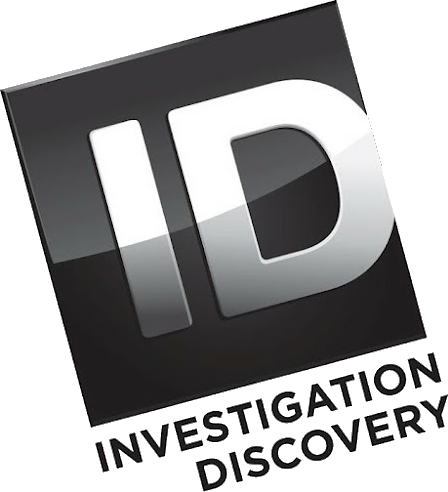
2012-2016
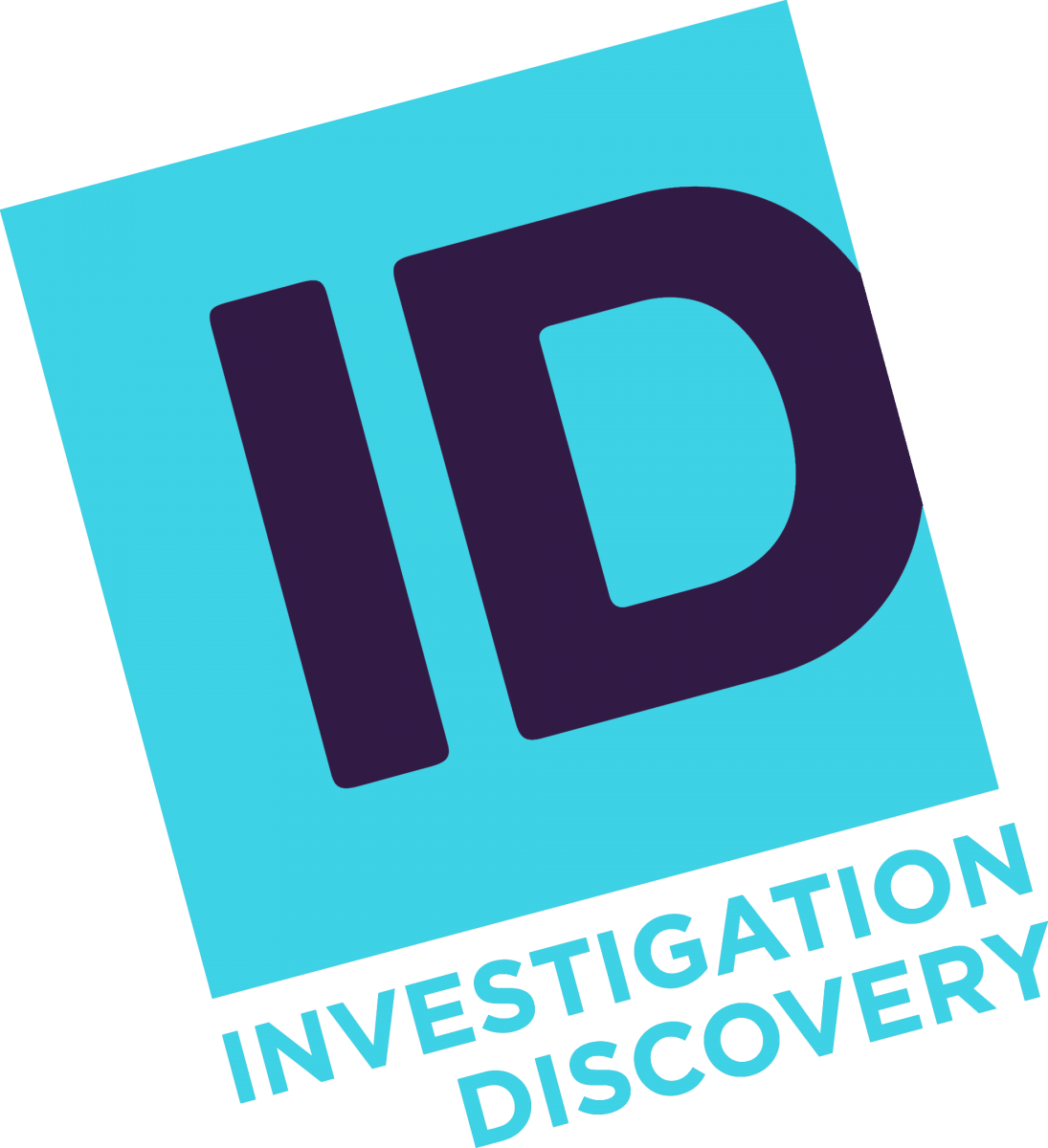
2016-2018
2018-2020
Desde 2020

## Investigation Discovery en Canadá
Es el canal de Investigation Discovery especial para el territorio canadiense, comenzó el 7 de septiembre como Court TV, el canal está operado por Bell Media, y en 2010 cambia el nombre por el actual bajo un acuerdo con Discovery Communications.
El 15 de diciembre de 2011 se lanzó la versión en alta definición llamada  Investigation Discovery HD con relación de aspecto 16:9 y resolución 1080i.

## Programación

### Estados Unidos y Europa
- Call 911
- Crime Scene University
- Dateline
- Deadly Women
- Deranged
- 48 Hours
- Life of a Crime
- Famous Crime Scene
- Most Evil
- Quiet on Set: The Dark Side of Kids TV
- The New Detectives
- Real Interrogations
- Wicked Attraction
- Talk About It
- The FBI Files
- The Shift
- Solved

## ID Latinoamérica
Investigation Discovery inició sus transmisiones el 9 de julio de 2012 en reemplazo del canal liv.
- Amor asesino
- Dementes
- A sangre fría
- Vecino asesino
- Siniestros
- Presuntos inocentes
- Mentes criminales
- Prison Break
- Blue Bloods
- Dexter
- Pecados mortales
- Manipulados
- Caso criminal
- Encuentros peligrosos
- Conocido desconocido
- Los detectives
- Caso cerrado
- Voces enterradas
- Miami vicio
- Instinto asesino
- Índice de maldad
- Acosadas
- Infiltrados
- Fugas extraordinarias
- Capitales del pecado
- Pasiones peligrosas
- Había una vez....un homicidio
- Gemelos perversos
- Todo por ti
- Casadas y armadas
- Amores tóxicos
- En reversa
- Medidas extremas
- Justicia final
- Clarividentes
- Secretos del pantano
- Chicas malas
- Enemigo en casa
- Nacidos para matar
- Motivos para matar
- Mi secreto oscuro
- Crímenes del pasado
- Sin salida
- Crímenes millonarios
- Un extraño en casa
- Mentirosos
- Parientes perversos
- Suegra malvada
- Cuando cae la noche
- Lie to Me
- Hollywood, sueños destrozados
- Casado con el enemigo
- Maldad en el pueblo
- Bajo cero
- Dulce secreto
- Voces sepultadas
- Reinas caídas
- Primera plana
- La obsesión
- Impostores
- El Rastro
- Secuestrados
- Sobreviví al mal
- Atrapen a mi asesino
- Maestros depredadores
- Ancianos criminales
- Futuro ¿prometedor?
- Las verdaderas mujeres asesinas
- Devoción mortal
- Muerte en el paraíso
- Pesadilla en la ciudad
- Malditas Marys
- Asesinatos en familia
- El enemigo está cerca
- Actos ilícitos
- Apariencias que engañan
- Crimen, dinero y juventud
- Relaciones
- Mentes diabólicas
- Esposas traicioneras
- Crimen real
- Crimen casi perfecto
- Mente asesina
- Parejas asesinas
- Asesinos Seriales
- Desaparecidos
- Escena del Crimen con Tony Harris
- Miedo a tu vecino
- Llamadas de asesinato
- El asesinato me eligió a mi
- La historia real con María Elena Salinas
- Cazador de Homicidios
- Instintos Primordiales
- Red de Mentiras
- El asesino al lado de mí
- Duda razonable
- Los asesinatos de las maravillas
- James Patterson. Suspenso y Muerte
- Revista People Investiga. Cultos
- Mujeres Muertas
- Un crimen para recordar
- Vanity Fair Confidential
- El coronero: hablo por los muertos
- Instinto Asesino con Chris Hansen
- Fecha Límite: Crimen con Tamron Hall
- En el caso con Paula Zahn
- Rompiendo Homicidios. Teoría Final
- Historia de Supervivientes
- La casa del Mal
- Prohibido morir por amor
- Muerto de la noche
- Norte Muerto. La interrogación
- Los últimos 24
- Véase no malo
- El mal habla: confesiones escalofriantes
- Diabólico
- Mi extraña adicción criminal
- Madrastras Malignas
- Crímenes del pasado
- La casa del mal
- Red de mentiras
- Silencio Mortal
- Cuando el mal se disfraza
- Muerte en el pueblo
- La peor pesadilla
- Nes York Post Investiga
- Reporte Forense